# Sporophila caerulescens
El semillero corbatita (Sporophila caerulescens), también denominado corbatita común o corbatita (en Argentina, Paraguay y Bolivia), corbatita de doble collar (en Chile), gargantillo común o gargantillo (en Uruguay), espiguero doble acollarado (en Perú) o espiguero collajero (en Colombia), es una especie de ave paseriforme de la familia Thraupidae perteneciente al numeroso género Sporophila. Es nativo del centro sur de América del Sur.

## Distribución y hábitat
Se reproduce en una extensa región que va desde el norte de Bolivia, centro y este de Brasil, hacia el sur por Paraguay, sur de Brasil, Uruguay y gran parte de Argentina, al sur hasta el norte de la Patagonia (Neuquén y Río Negro). Es el semillero Sporophila que alcanza latitudes más meridionales. En los inviernos australes, las poblaciones sureñas migran hacia el norte, donde algunos se diseminan por la cuenca del Amazonas (principalmente al sur del río Amazonas), de Brasil, norte de Bolivia, este de Perú, llegando hasta el extremo sureste de Colombia. Ya fue registado como vagante en el centro de Chile y en las Islas Malvinas.
Esta especie, ampliamente diseminada, es generalmente común en sus hábitats naturales: los terrenos semiabiertos y áreas arbustivas y cultivadas, principalmente por debajo de los 1500 m de altitud.

## Descripción
Mide 11 cm de longitud. El pico es amarillo verdoso en el macho y oscuro arriba y amarillento abajo en la hembra. el macho es gris por arriba, el manto a veces teñido de parduzco (especialmente en el primer año de vida), algunos con una mancha blanca en el ala; lo alto de la garganta es negra, bordeada por una ancha banda malar blanca y por la baja garganta blanca, por su bez bordeada por una banda pectoral negra, formando un “doble collar”. La hembra y los ejemplares jóvenes poseen un color arena. Se alimentan de semillas. Los machos tienen un canto corto y repetitivo, muy fácil de reconocer.

## Sistemática

### Descripción original
La especie S. caerulescens fue descrita por primera vez por el naturalista francés Louis Pierre Vieillot en 1823 bajo el nombre científico Pyrrhula caerulescens; su localidad tipo es: «Brasil».

### Etimología
El nombre genérico femenino Sporophila es una combinación de las palabras del griego «sporos»: semilla, y  «philos»: amante; y el nombre de la especie «caerulescens» proviene del latín  «caeruleus»: que significa ‘de color azul oscuro’.

### Taxonomía
Los datos presentados por los amplios estudios filogenéticos recientes demostraron que la presente especie es próxima de Sporophila nigricollis y el par formado por ambas es próximo de S. luctuosa, y que el  clado resultante es próximo del par formado por S. fringilloides y S. frontalis.

### Subespecies
Según las clasificaciones del Congreso Ornitológico Internacional (IOC) y Clements Checklist/eBird v.2019 se reconocen tres subespecies, con su correspondiente distribución geográfica:
- Sporophila caerulescens caerulescens (Vieillot), 1823 – Bolivia hasta Paraguay, este de Brasil hasta Uruguay y Argentina.
- Sporophila caerulescens hellmayri Wolters, 1939 – este de Brasil en Bahía.
- Sporophila caerulescens yungae Gyldenstolpe, 1941 – norte de Bolivia (La Paz, Cochabamba y Beni).